# Новопавловка (Томаковский район)
Новопа́вловка (укр. Новопавлівка) — село,
Выводовский сельский совет,
Томаковский район,
Днепропетровская область,
Украина.
Код КОАТУУ — 1225482006. Население по переписи 2001 года составляло 47 человек .

## Географическое положение
Село Новопавловка находится на расстоянии в 2,5 км от сёл Выводово и Стрюковка.
По селу протекает пересыхающий ручей с запрудой.
Рядом проходит автомобильная дорога Т-0420.